# Болест на Ауески
Болестта на Ауески (лъжлив бяс) е остропротичаща заразно заболяване по кучетата, която носи името на откривателя и Ауески – унгарски ветеринарен лекар. Болестта се причинява от вирус, който уврежда централната нервна система. Човекът е невъзприемчив.
Източникът на зараза са домашните и дивите свине. Те са носители на вируса и боледуват от Ауески в скрита форма, без да показват видими признаци. Заразяването на кучетата става, когато се хранят с термично непреработено месо и вътрешни органи от домашни и диви свине.

## Признаци
Инкубационният период при естествено заразяване на кучето с вируса на Ауески е от 2 до 5 дни. Болното куче има променлив апетит, не реагира на външни дразнения, лае без повод, от носа изтича серозно-слизеста течност, а от устата се отделя обилна слюнка. С напредване на болестта се появява най-характерният ѝ симптом – силен сърбеж на определени места по тялото, главата, бузите, устните, шията и опашката. Силата на сърбежа непрекъснато се усилва и кара кучето неудържимо да се чеше с крайниците си и да хапе месата си до разкъсване на кожата и мускулатурата. При движение кучето изпитва болка, скимти или лежи неподвижно на земята. Крайниците постепенно се парализират. Смъртта настъпва за 24-48 часа.

## Лекуване
Все още липсва терапия за лекуване на болни от Ауески кучета. Въпреки използваните серуми, антибиотици и витамини, лечението е несигурно, защото почти винаги изходът от болестта е с летален край.

## Профилактика
Кучетата да не се хранят със сурово месо и субпродукти – гръкляни, бял дроб, далаци, произхождащи от домашни или диви свине.

## Ауески при човека
Болестта не представлява опасност за здравето на хората, защото вирусът не е патогенен за тях. При контакт с болно куче се спазва и защитава личната хигиена.